# Perforacja

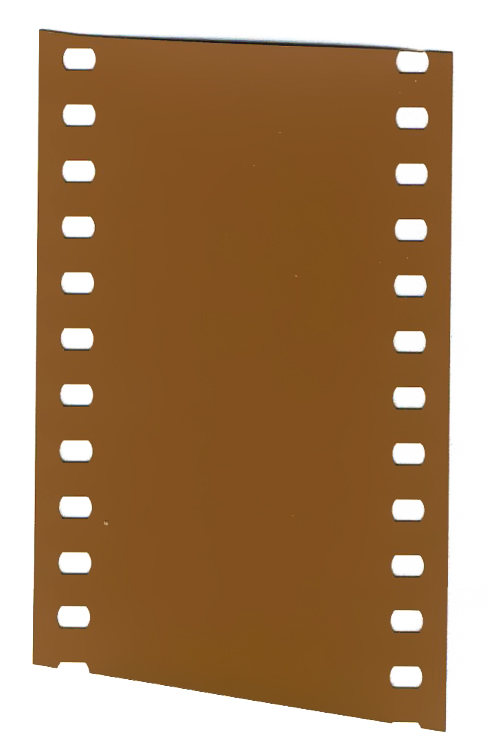
Taśma filmowa

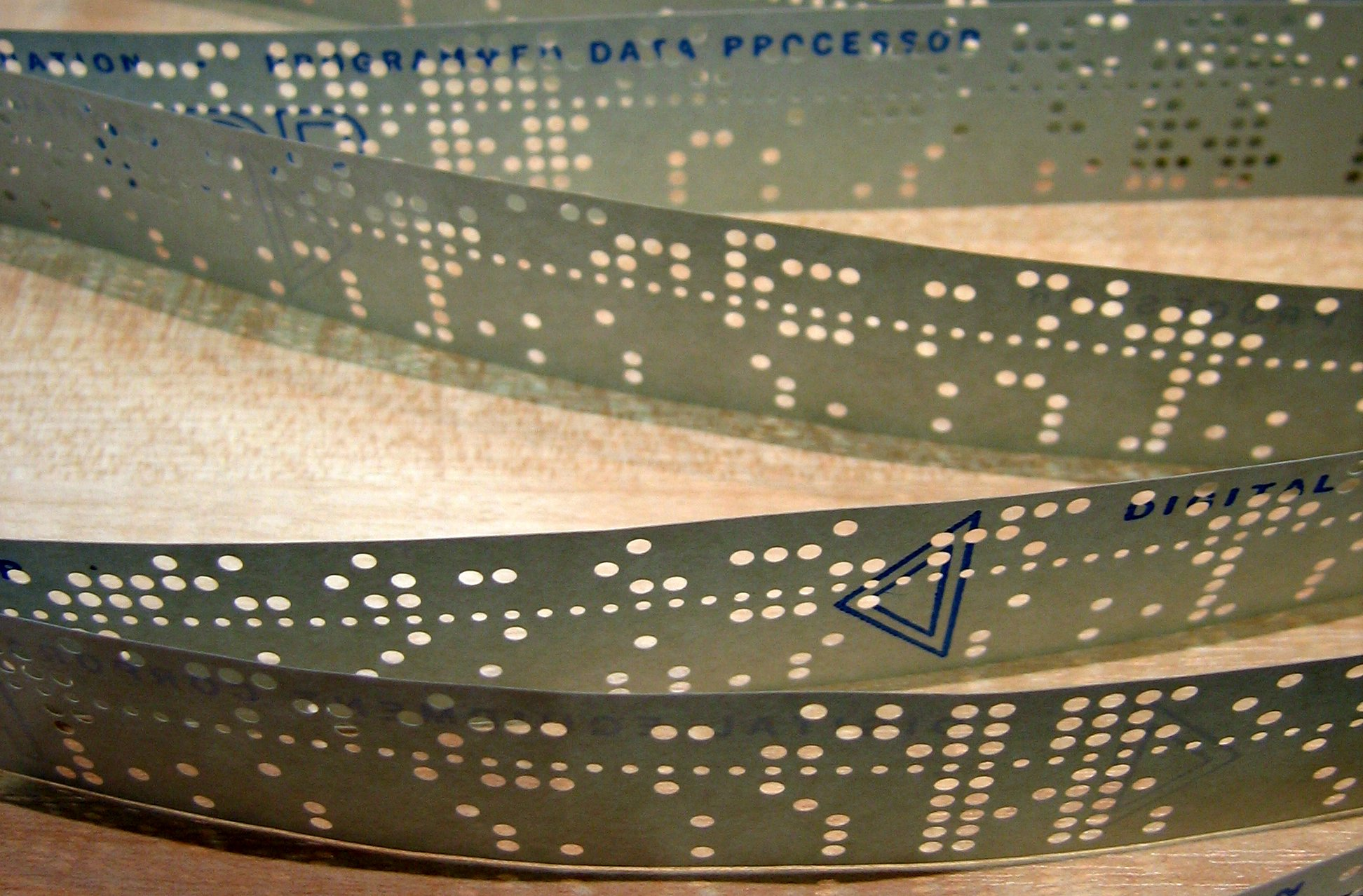
Taśma komputerowa

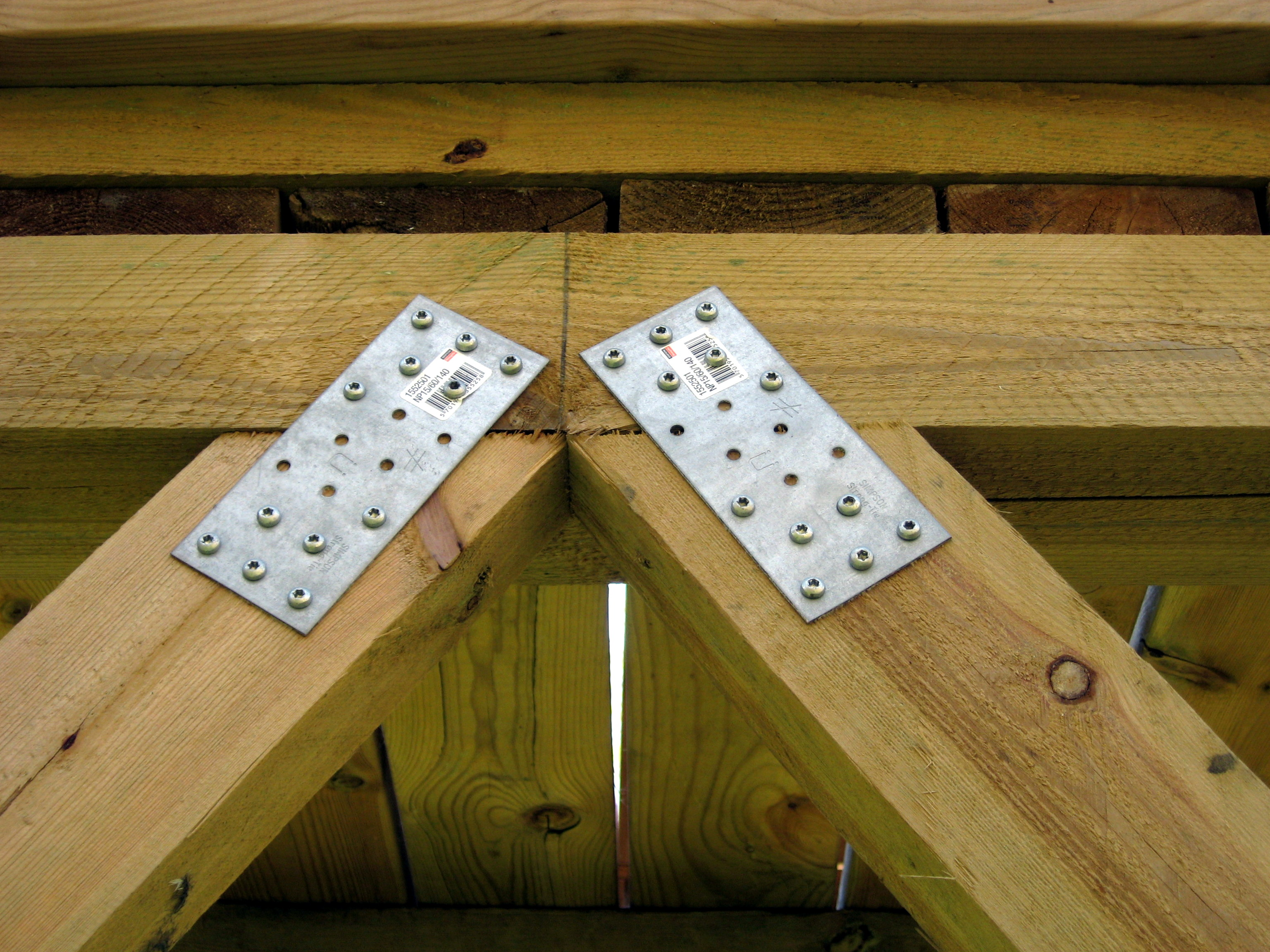
Płytki perforowane służące jako złącza budowlane

Perforacja − otwory wykonane w jakimś materiale, spełniające różne funkcje, np. ułatwienie przesuwania, odrywania, wpinania w segregator, mocowania itp. 

## W fotografii i filmie
Perforacja najczęściej używana jest w fotografii i filmie do przesuwu błon światłoczułych, w poligrafii do mocowania płyt offsetowych itp. 

## W informatyce
Początki informatyki i pierwsze komputery używały także perforacji do programowania procesów obliczeniowych. Takie karty lub taśmy były perforowane równomiernie rozłożonymi otworami w miejscach kodowania, co spełniało zadanie zapisu danych cyfrowych (np. brak otworu oznaczał logiczne zero, otwór – logiczną jedynkę), czyli w efekcie zapisu programu komputowego. Komputer odczytywał taką kartę lub taśmę mechanicznie (w późniejszych rozwiązaniach optycznie), odnajdując miejsca przedziurkowane i odczytywał dane, które uruchamiały w systemie proces obliczeniowy.

## W medycynie
Otwór w narządzie wewnętrznym np. żołądku, jelicie, a także w zębie.

## Inne zastosowania perforacji
Perforacja jest również używana jako metoda ułatwiająca rozdzielanie większego arkusza papieru, na z góry określone, mniejsze fragmenty. Dawniej rozwiązanie tego typu było stosowane przy drukarkach igłowych, które drukowały na tzw. papierze ciągłym, gdzie poszczególne kartki papieru oddzielało się poprzez ich oddzieranie wzdłuż umieszczonych wcześniej perforacji. Ponadto papier ten posiadał wzdłuż obu brzegów specjalną perforację służącą do jego transportu wewnątrz drukarki.
Obecnie perforację stosuje się jeszcze do znaczków pocztowych, tak aby ułatwić ich oddzieranie z całości arkusza. W tym przypadku technika perforacji jest stosowana już prawie 150 lat, bowiem pierwszy polski znaczek pocztowy miał już perforowane brzegi.